# Friedel Klussmann

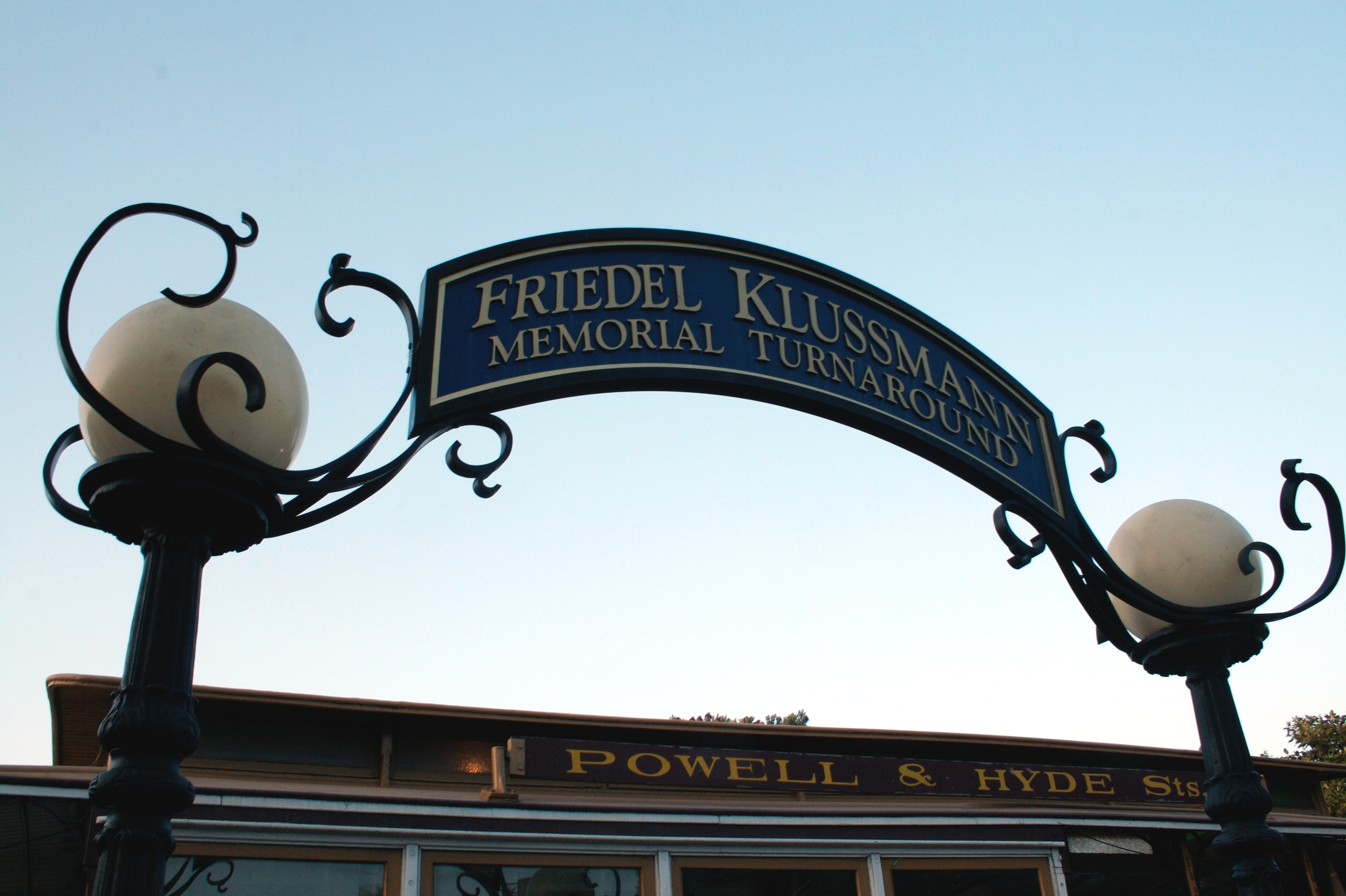
Friedel Klussmann Memorial Turnaround

 Friedel Klussmann  (* 1896; † Oktober 1986 in San Francisco) war eine US-amerikanische Aktivistin des Denkmalschutzes und der Stadtbildpflege in San Francisco. Ihre bedeutendste Leistung war ihr unermüdlicher und letztlich erfolgreicher Kampf für die Erhaltung der San Francisco Cable Cars.
Die Gattin des Arztes Hans Klussmann, Bewohnerin des Stadtviertels Telegraph Hill, war ein prominentes Mitglied der „besseren Gesellschaft“ von San Francisco. Als der damalige republikanische Bürgermeister der Stadt Roger Lapham 1947 aus kosten- und Sicherheitsgründen die Einstellung der städtischen Linien der Kabelstraßenbahnen forderte und für ihre Ersetzung durch Busse eintrat, startete Klussmann eine erfolgreiche Gegenkampagne zur Erhaltung dieses beweglichen Wahrzeichens von San Francisco.
Klussmann gründete die „San Francisco Beautiful Organisation“ und vereinigte 27 Fraueninitiativen unter ihrer Führung in einem Bürgerkomitee zur Rettung der Cable Cars („Citizens' Committee to Save the Cable Cars“). Es gelang ihr, landesweit bekannte und beliebte Persönlichkeiten wie die Präsidentenwitwe Eleanor Roosevelt und die Schauspielerin Katherine Cornell für ihr Anliegen zu gewinnen. Das Bürgerkomitee sammelte mehr als 50.000 Unterschriften und setzte so letztlich ein Referendum über eine Novellierung der Stadtverfassung zugunsten der Cable Cars durch, das mit 166.989 gegen 51.457 Stimmen zugunsten des altertümlichen Verkehrsmittels ausging. Auch in den 1950er und 1960er Jahren setzte sich  die kinderlose Arztgattin erfolgreich für ihre Anliegen ein. Schließlich wurden 1964 die Cable Cars zu National Historic Landmarks ernannt und damit unter überregionalen Denkmalschutz gestellt. Klussmann verstarb in ihrem Heim am Telegraph Hill. Sie blieb bis zu ihrem Tod Vorsitzende der „San Francisco Beautiful Organisation“. 1997 widmete die Stadt San Francisco Klussmann die Drehscheibe am Terminal der Powell-Hyde-Linie. 